# 1344

## Esdeveniments
- Luis de la Cerda intenta conquerir les Canàries
- 8 de gener: Núpcies entre Blanca de França (duquessa d'Orleans) i el seu cosí Felip III de Valois.
- Pere III el Cerimoniós promulga les Ordinacions palatines i fixa la Cancelleria Reial com a organisme oficial de la Corona d'Aragó

## Necrològiques
- 20 d'abril, Aurenja (Provença): Guersònides, filòsof, astrònom i matemàtic jueu (n. 1288).[1]
- 29 de juny, Vincennes: Joana de Savoia i de Borgonya.